# Валеран I де Люксембург-Линьи
Валеран I де Люксембург-Линьи (фр. Waléran I de Luxembourg-Ligny; ок. 1252 — 5 июня 1288) — сеньор де Линьи, Русси и Ла-Рош, основатель дома Люксембург-Линьи, младшей линии династии Люксембургов.
Второй сын Генриха V Белокурого, графа Люксембурга, и Маргариты де Бар.

## Биография
В 1262 году был эмансипирован отцом, и назначен наследником сеньории Линьи, полученной Генрихом V во фьеф от графа Тибо II де Бара. Участвовал в войне, которую его отец вместе с Тибо V Шампанским вел против графа де Бара. В 1265 году принес графу Шампани оммаж за Линьи.
17 сентября 1266 года граф де Бар овладел Линьи и сжег его; граф Люксембург, пришедший на помощь герцогу Лотарингскому в войне с епископом Меца, 14-го был взят в плен Тибо II в битве при Прени. Война закончилась в 1268 году арбитражем короля Франции Людовика IX, объявившего присягу Валерана графу Шампани недействительной, и обязавшего графа Люксембургского выплатить 3 тыс. марок серебром. Валеран лишался сеньории в случае отказа от принесения оммажа графу Бара.
В 1270 году Ферри III Лотарингский заключил союз с Валераном и его старшим братом, управлявшими Люксембургом, пока граф был в крестовом походе.
В июле 1271 и в 1274 году принес оммаж Тибо де Бару, и назначил графа Люксембурга эвентуальным наследником Линьи, в случае отсутствия мужского потомства, обязав его подтвердить вассальную присягу перед графом Бара.
В 1288 году пришел на помощь своему старшему брату Генриху VI Люксембургскому в войне с Жаном I Брабантским, и погиб в битве при Воррингене.

## Семья
Жена (после 1272): Жанна де Бовуар, дочь Матье II де Бовуар-сюр-Арронез и Матильды, вдовы Жиля III де Бомеца, шателена Бапома
Дети:
- Генрих II де Люксембург-Линьи (ум. 14.07.1303), сеньор де Линьи
- Валеран II де Люксембург-Линьи (ум. после 23.08.1366), сеньор де Линьи. Жена: Гийота Лилльская (ок. 1275—1338), дочь Жана IV, шателена Лилля, и Беатрисы де Клермон
- Филиппа де Люксембург-Линьи (ум. после 10.1287). Невеста некоего Генриха, «графа де Валанса», возможно, Генриха VII Люксембурга
- Элизабет де Люксембург-Линьи
- Маргарита де Люксембург-Линьи, монахиня